# 24 Heures de Daytona 2024
Navigation
Édition précédente Édition suivante
Les 24 Heures de Daytona 2024 (2024 Rolex 24 Hours of Daytona), disputées les 27 et 28 janvier 2024 sur le Daytona International Speedway, sont la soixante-deuxième édition de cette épreuve, la cinquante-huitième sur un format de vingt-quatre heures, et la première manche du WeatherTech SportsCar Championship 2024.

## Contexte avant la course

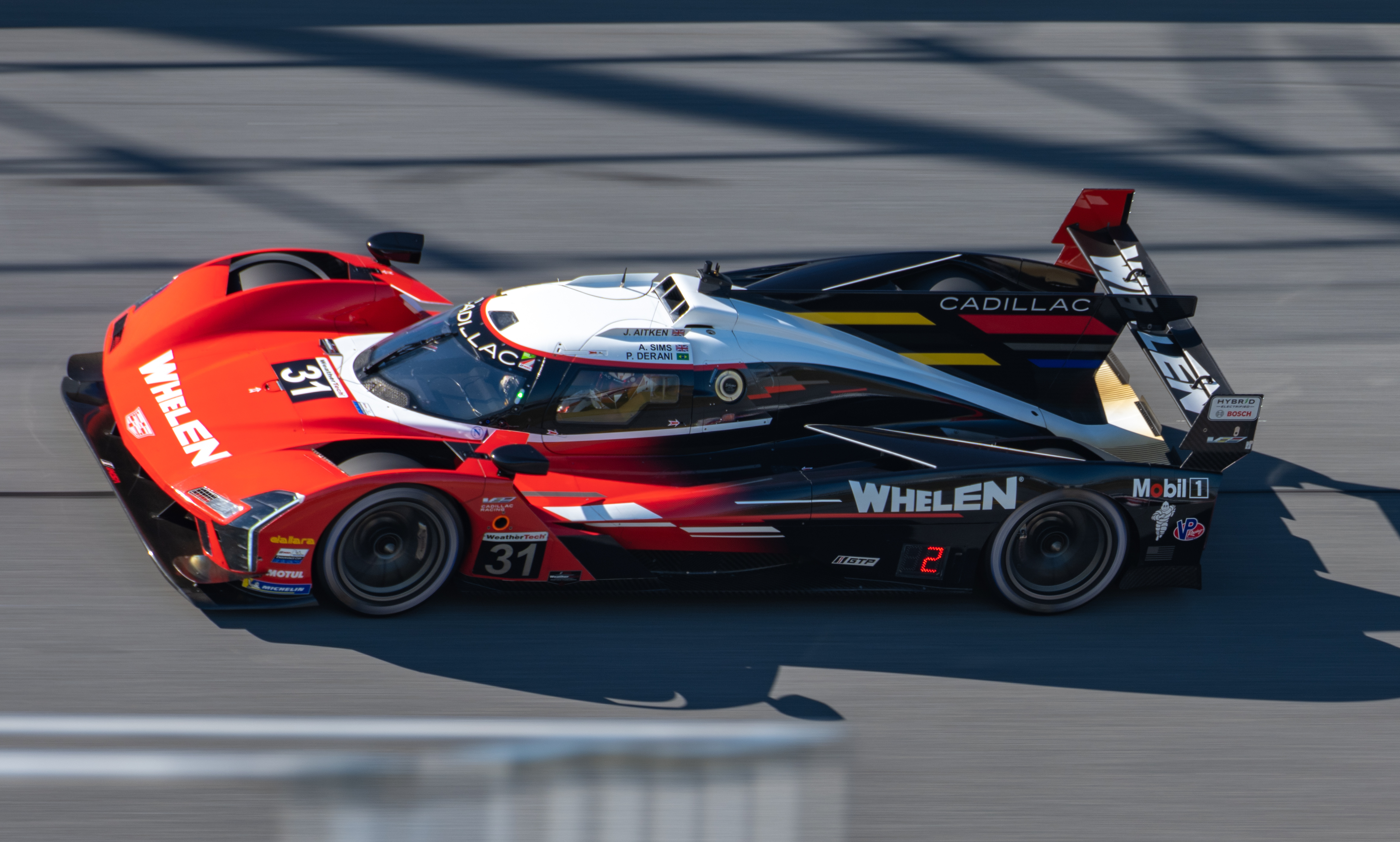
Cadillac V-Series.R de l'écurie américaine Whelen Cadillac Racing

La confirmation que la course fera partie du WeatherTech SportsCar Championship 2024  est donnée en août 2023 par le président de l'International Motor Sports Association (IMSA), John Doonon. C'est la onzième année consécutive que la course fait partie de ce championnat.
Plusieurs changements apparaissent par rapport à la saison précédente. Les voitures de catégorie LMP3, après avoir participé pendant trois saisons au championnat, ne sont plus admises. Dans les catégories GTD Pro et GTD, la Corvette Z06 GT3.R, la Ford Mustang GT3 et l'Aston Martin Vantage GT3 Evo débutent en compétition. Plusieurs écuries ont aussi changé de catégorie par rapport à la saison précédente dont AWA Racing qui est passé du LMP3 au GTD, le Sean Creech Motorsport qui est passé du LMP3 au LMP2 et le Paul Miller Racing qui est passé du GTD au GTD Pro. À noter également le changement de constructeur pour l'écurie canadienne Pfaff Motorsports qui est passée de Porsche à McLaren.
La Balance des Performances a été ajustée pour le Roar before the Rolex 24. Par rapport aux 24 Heures de Daytona 2023, le poids des voitures est ajusté comme suit :
- L'Acura ARX-06 voit son poids augmenter de 42 kg pour arriver à 1 072 kg,
- La BMW M Hybrid V8 voit son poids augmenter de 1 kg pour arriver à 1 031 kg,
- La Cadillac V-Series.R voit son poids rester à 1 030 kg,
- La Porsche 963 voit son poids augmenter de 21 kg pour arriver à 1 051 kg,

L'énergie maximale allouée par relais est également modifiée comme suit, par rapport aux 24 Heures de Daytona 2023 :
- L'Acura ARX-06 conserve ses 920 MJ,
- La BMW M Hybrid V8 perd 12 MJ pour arriver à 908 MJ,
- La Cadillac V-Series.R perd 18 MJ pour arriver à 902 MJ,
- La Porsche 963 perd 3 MJ pour arriver à 917 MJ[2].

Jerry Bruckheimer officie en tant que Grand Marshall lors de cette édition des 24 Heures de Daytona.
Des scènes du film Apex, avec notamment comme acteur Brad Pitt, sont également tournées. L'écurie américaine Wright Motorsports et sa Porsche 911 GT3 R no 120 sont mises à contribution.

## Engagés

### Liste des concurrents

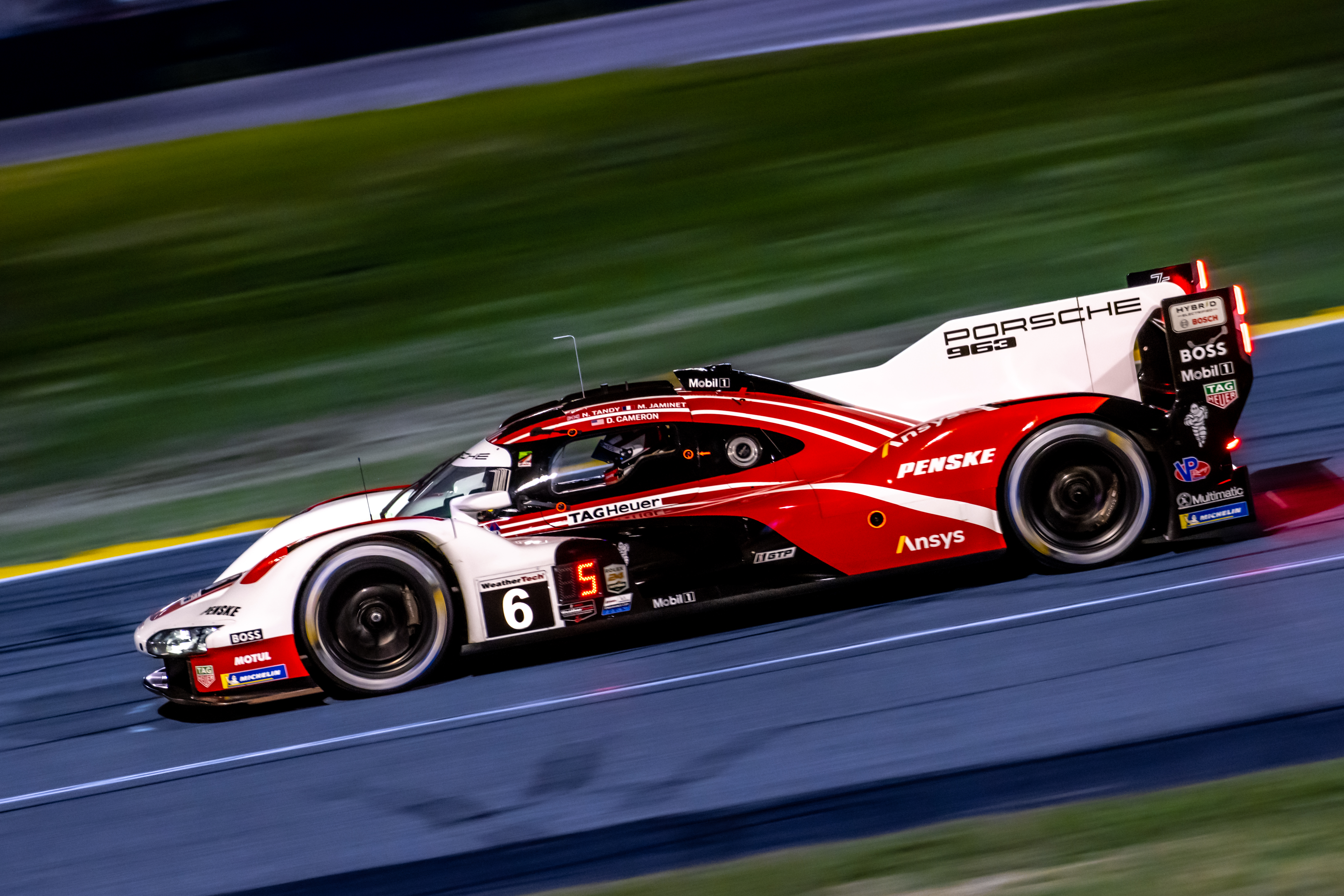
La Porsche 963 no 6 de l'écurie Porsche Penske Motorsport

Le 18 janvier 2024, l'IMSA publie la liste officielle des voitures admises au Roar before the Rolex 24,. 59 voitures sont engagées, avec 10 voitures en catégorie GTP, 13 en LMP 2, 13 en GTD Pro et 23 en GTD Pro. Par rapport à la liste provisoire publiée le 15 novembre 2023, certains changements sont à noter car dans cette première liste, 60 voitures étaient inscrites,,. La catégorie GTP n'est pas concernée par ces changements. La catégorie LMP2 passe de 12 à 13 voitures avec l'arrivée de l'Oreca 07 no 81 de l'écurie américaine DragonSpeed. Concernant la catégorie GTD Pro, bien que le nombre de voitures soit stable avec 13 concurrents, quelques modifications sont à noter. La Lamborghini Huracán GT3 EVO2 no 60 de l'écurie italienne Iron Lynx est passée de la catégorie GTD à GTD Pro, compte tenu de la catégorisation FIA de ses pilotes. La Porsche 911 GT3 R n̟°92 de l'écurie américaine KellyMoss with Riley fait le chemin inverse en passant des catégories GTD Pro à GTD. La catégorie GTD passe de 25 à 23 voitures à la suite des forfaits de la Porsche 911 GT3 R n̝°91 de l'écurie américaine KellyMoss with Riley et de la Porsche 911 GT3 R n̝°53 de l'écurie américaine MDK Motorsports.
| No.                   | Pays              | Écurie                                      | Voiture                      | Pilotes                | Pilotes                | Pilotes                | Pilotes               |
| GTP (10 voitures)     | GTP (10 voitures) | GTP (10 voitures)                           | GTP (10 voitures)            | GTP (10 voitures)      | GTP (10 voitures)      | GTP (10 voitures)      | GTP (10 voitures)     |
| --------------------- | ----------------- | ------------------------------------------- | ---------------------------- | ---------------------- | ---------------------- | ---------------------- | --------------------- |
| 01                    |                   | Cadillac Racing                             | Cadillac V-Series.R          | Sébastien Bourdais     | Scott Dixon            | Álex Palou             | Renger van der Zande  |
| 5                     |                   | Proton Competition                          | Porsche 963                  | Gianmaria Bruni        | Romain Dumas           | Neel Jani              | Alessio Picariello    |
| 6                     |                   | Porsche Penske Motorsport                   | Porsche 963                  | Kévin Estre            | Mathieu Jaminet        | Nick Tandy             | Laurens Vanthoor      |
| 7                     |                   | Porsche Penske Motorsport                   | Porsche 963                  | Dane Cameron           | Matt Campbell          | Felipe Nasr            | Josef Newgarden       |
| 10                    |                   | Wayne Taylor Racing avec Andretti           | Acura ARX-06                 | Filipe Albuquerque     | Marcus Ericsson        | Brendon Hartley        | Ricky Taylor          |
| 24                    |                   | BMW M Team RLL                              | BMW M Hybrid V8              | Philipp Eng            | Augusto Farfus         | Jesse Krohn            | Dries Vanthoor        |
| 25                    |                   | BMW M Team RLL                              | BMW M Hybrid V8              | Connor De Phillippi    | Maxime Martin          | René Rast              | Nick Yelloly          |
| 31                    |                   | Whelen Cadillac Racing                      | Cadillac V-Series.R          | Jack Aitken            | Tom Blomqvist          | Pipo Derani            |                       |
| 40                    |                   | Wayne Taylor Racing avec Andretti           | Acura ARX-06                 | Jenson Button          | Louis Delétraz         | Colton Herta           | Jordan Taylor         |
| 85                    |                   | JDC-Miller MotorSports                      | Porsche 963                  | Phil Hanson            | Ben Keating            | Tijmen van der Helm    | Richard Westbrook     |
| LMP2 (13 voitures)    |                   |                                             |                              |                        |                        |                        |                       |
| 2                     |                   | United Autosports USA                       | Oreca 07                     | Ben Hanley             | Ben Keating            | Pato O'Ward            | Nico Pino             |
| 04                    |                   | CrowdStrike Racing par APR                  | Oreca 07                     | Colin Braun            | Malthe Jakobsen        | George Kurtz           | Toby Sowery (en)      |
| 8                     |                   | Tower Motorsports                           | Oreca 07                     | Michael Dinan (en)     | John Farano            | Ferdinand Habsburg     | Scott McLaughlin      |
| 11                    |                   | TDS Racing                                  | Oreca 07                     | Mikkel Jensen          | Hunter McElrea (en)    | Charles Milesi         | Steven Thomas         |
| 18                    |                   | Era Motorsport                              | Oreca 07                     | Ryan Dalziel           | Dwight Merriman        | Christian Rasmussen    | Connor Zilisch (en)   |
| 20                    |                   | MDK par High Class Racing                   | Oreca 07                     | Dennis Andersen        | Laurents Hörr          | Scott Huffaker (en)    | Seth Lucas (en)       |
| 22                    |                   | United Autosports USA                       | Oreca 07                     | Paul di Resta          | Bijoy Garg (en)        | Dan Goldburg           | Felix Rosenqvist      |
| 33                    |                   | Sean Creech Motorsport                      | Ligier JS P217               | João Barbosa           | Jonny Edgar            | Nolan Siegel (en)      | Lance Willsey         |
| 52                    |                   | Inter Europol par PR1 Mathiasen Motorsports | Oreca 07                     | Nick Boulle            | Tom Dillmann           | Pietro Fittipaldi      | Jakub Śmiechowski     |
| 74                    |                   | Riley                                       | Oreca 07                     | Josh Burdon (en)       | Felipe Fraga           | Felipe Massa           | Gar Robinson          |
| 81                    |                   | DragonSpeed                                 | Oreca 07                     | James Allen            | Sebastián Álvarez (en) | Eric Lux               | Kyffin Simpson        |
| 88                    |                   | Richard Mille AF Corse                      | Oreca 07                     | Nicklas Nielsen        | Luís Pérez Companc     | Matthieu Vaxiviere     | Lilou Wadoux          |
| 99                    |                   | AO Racing                                   | Oreca 07                     | Matthew Brabham        | Paul-Loup Chatin       | P. J. Hyett (en)       | Alex Quinn            |
| GTD Pro (13 voitures) |                   |                                             |                              |                        |                        |                        |                       |
| 1                     |                   | Paul Miller Racing                          | BMW M4 GT3                   | Bryan Sellers          | Madison Snow           | Sheldon van der Linde  | Neil Verhagen         |
| 3                     |                   | Corvette Racing by Pratt Miller Motorsports | Chevrolet Corvette Z06 GT3.R | Antonio García         | Daniel Juncadella      | Alexander Sims         |                       |
| 4                     |                   | Corvette Racing by Pratt Miller Motorsports | Chevrolet Corvette Z06 GT3.R | Earl Bamber            | Nicky Catsburg         | Tommy Milner           |                       |
| 9                     |                   | Pfaff Motorsports                           | McLaren 720S GT3             | James Hinchcliffe      | Oliver Jarvis          | Marvin Kirchhöfer      | Alexander Rossi       |
| 14                    |                   | Vasser Sullivan                             | Lexus RC F GT3               | Ben Barnicoat          | Mike Conway            | Jack Hawksworth        | Kyle Kirkwood         |
| 19                    |                   | Iron Lynx                                   | Lamborghini Huracán GT3 EVO2 | Mirko Bortolotti       | Andrea Caldarelli      | Jordan Pepper          | Franck Perera         |
| 23                    |                   | Heart of Racing Team                        | Aston Martin Vantage AMR GT3 | Mario Farnbacher       | Ross Gunn (en)         | Alex Riberas           |                       |
| 60                    |                   | Iron Lynx                                   | Lamborghini Huracán GT3 EVO2 | Matteo Cairoli         | Matteo Cressoni        | Romain Grosjean        | Claudio Schiavoni     |
| 62                    |                   | Risi Competizione                           | Ferrari 296 GT3              | James Calado           | Alessandro Pier Guidi  | Davide Rigon           | Daniel Serra          |
| 64                    |                   | Ford Multimatic Motorsports                 | Ford Mustang GT3             | Christopher Mies       | Mike Rockenfeller      | Harry Tincknell        |                       |
| 65                    |                   | Ford Multimatic Motorsports                 | Ford Mustang GT3             | Joey Hand              | Dirk Müller            | Frédéric Vervisch      |                       |
| 75                    |                   | Sun Energy 1                                | Mercedes-AMG GT3             | Maro Engel             | Jules Gounon           | Kenny Habul            | Luca Stolz (en)       |
| 77                    |                   | AO Racing                                   | Porsche 911 GT3 R            | Michael Christensen    | Laurin Heinrich (en)   | Sebastian Priaulx (en) |                       |
| GTD (23 voitures)     |                   |                                             |                              |                        |                        |                        |                       |
| 12                    |                   | Vasser Sullivan                             | Lexus RC F GT3               | Ritomo Miyata          | Frankie Montecalvo     | Aaron Telitz           | Parker Thompson (en)  |
| 13                    |                   | AWA                                         | Chevrolet Corvette Z06 GT3.R | Matthew Bell           | Orey Fidani            | Lars Kern              | Alex Lynn             |
| 17                    |                   | AWA                                         | Chevrolet Corvette Z06 GT3.R | Charlie Eastwood       | Anthony Mantella       | Thomas Merrill (en)    | Nicolás Varrone (en)  |
| 21                    |                   | AF Corse                                    | Ferrari 296 GT3              | Kei Cozzolino          | François Hériau        | Simon Mann             | Miguel Molina         |
| 023                   |                   | Triarsi Competizione                        | Ferrari 296 GT3              | Riccardo Agostini (en) | Alessio Rovera         | Charlie Scardina       | Onofrio Triarsi       |
| 27                    |                   | Heart of Racing Team                        | Aston Martin Vantage AMR GT3 | Roman De Angelis (en)  | Ian James              | Zacharie Robichon      | Marco Sørensen        |
| 32                    |                   | Korthoff Preston Motorsports                | Mercedes-AMG GT3             | Maximilian Götz        | Mikaël Grenier         | Kenton Koch (en)       | Mike Skeen (en)       |
| 34                    |                   | Conquest Racing                             | Ferrari 296 GT3              | Alessandro Balzan      | Albert Costa           | Manny Franco           | Cédric Sbirrazzuoli   |
| 43                    |                   | Andretti Autosport                          | Porsche 911 GT3 R            | Jarett Andretti (en)   | Gabby Chaves           | Scott Hargrove         | Thomas Preining       |
| 44                    |                   | Magnus Racing                               | Aston Martin Vantage AMR GT3 | Andy Lally             | John Potter            | Spencer Pumpelly       | Nicki Thiim           |
| 45                    |                   | WTR Andretti                                | Lamborghini Huracán GT3 EVO2 | Graham Doyle           | Danny Formal           | Ashton Harrison        | Kyle Marcelli (en)    |
| 47                    |                   | Cetilar Racing                              | Ferrari 296 GT3              | Eddie Cheever III (en) | Antonio Fuoco          | Roberto Lacorte        | Giorgio Sernagiotto   |
| 55                    |                   | Proton Competition                          | Ford Mustang GT3             | Ryan Hardwick          | Giammarco Levorato     | Corey Lewis            | Dennis Olsen          |
| 57                    |                   | Winward Racing                              | Mercedes-AMG GT3             | Indy Dontje (en)       | Philip Ellis           | Daniel Morad           | Russell Ward (en)     |
| 66                    |                   | Gradient Racing                             | Acura NSX GT3                | Tatiana Calderón       | Katherine Legge        | Stevan McAleer (en)    | Sheena Monk           |
| 70                    |                   | Inception Racing                            | McLaren 720S GT3             | Tom Gamble             | Brendan Iribe          | Ollie Millroy          | Frederik Schandorff   |
| 78                    |                   | Forte Racing (en)                           | Lamborghini Huracán GT3 EVO2 | Devlin DeFrancesco     | Misha Goikhberg        | Sandy Mitchell (en)    | Loris Spinelli (pl)   |
| 80                    |                   | Lone Star Racing                            | Mercedes-AMG GT3             | Rui Andrade            | Scott Andrews (de)     | Adam Christodoulou     | Salih Yoluç           |
| 83                    |                   | Iron Dames                                  | Lamborghini Huracán GT3 EVO2 | Sarah Bovy             | Rahel Frey             | Michelle Gatting       | Doriane Pin           |
| 86                    |                   | MDK Motorsports                             | Porsche 911 GT3 R            | Klaus Bachler          | Anders Fjordbach       | Kerong Li              | Larry ten Voorde (en) |
| 92                    |                   | KellyMoss with Riley                        | Porsche 911 GT3 R            | Julien Andlauer        | David Brule            | Trent Hindman          | Alec Udell (en)       |
| 96                    |                   | Turner Motorsport                           | BMW M4 GT3                   | Michael Dinan (en)     | Robby Foley            | Patrick Gallagher (en) | Jens Klingmann        |
| 120                   |                   | Wright Motorsport                           | Porsche 911 GT3 R            | Adam Adelson           | Jan Heylen             | Frédéric Makowiecki    | Elliott Skeer         |

Championnat dans lequel la voiture est engagée :
- WeatherTech SportsCar Championship
- Michelin Endurance Cup
- Daytona seulement

### Concurrents par nationalités
| 52 Américains   | 32 Britanniques | 17 Italiens     | 16 Français   | 13 Allemands  |
| 12 Canadiens    | 11 Danois       | 7 Belges        | 7 Brésiliens  | 6 Australiens |
| 5 Espagnols     | 5 Néerlandais   | 5 Néo-Zélandais | 4 Autrichiens | 4 Suisses     |
| 2 Argentins     | 2 Colombiens    | 2 Irlandais     | 2 Mexicains   | 2 Portugais   |
| 2 Sud-Africains | 2 Suédois       | 1 Angolais      | 1 Caïmanais   | 1 Chilien     |
| 1 Chinois       | 1 Costaricien   | 1 Finlandais    | 1 Japonais    | 1 Monégasque  |
| 1 Norvégien     | 1 Polonais      | 1 Turque        |               |               |

## Roar before the Rolex 24

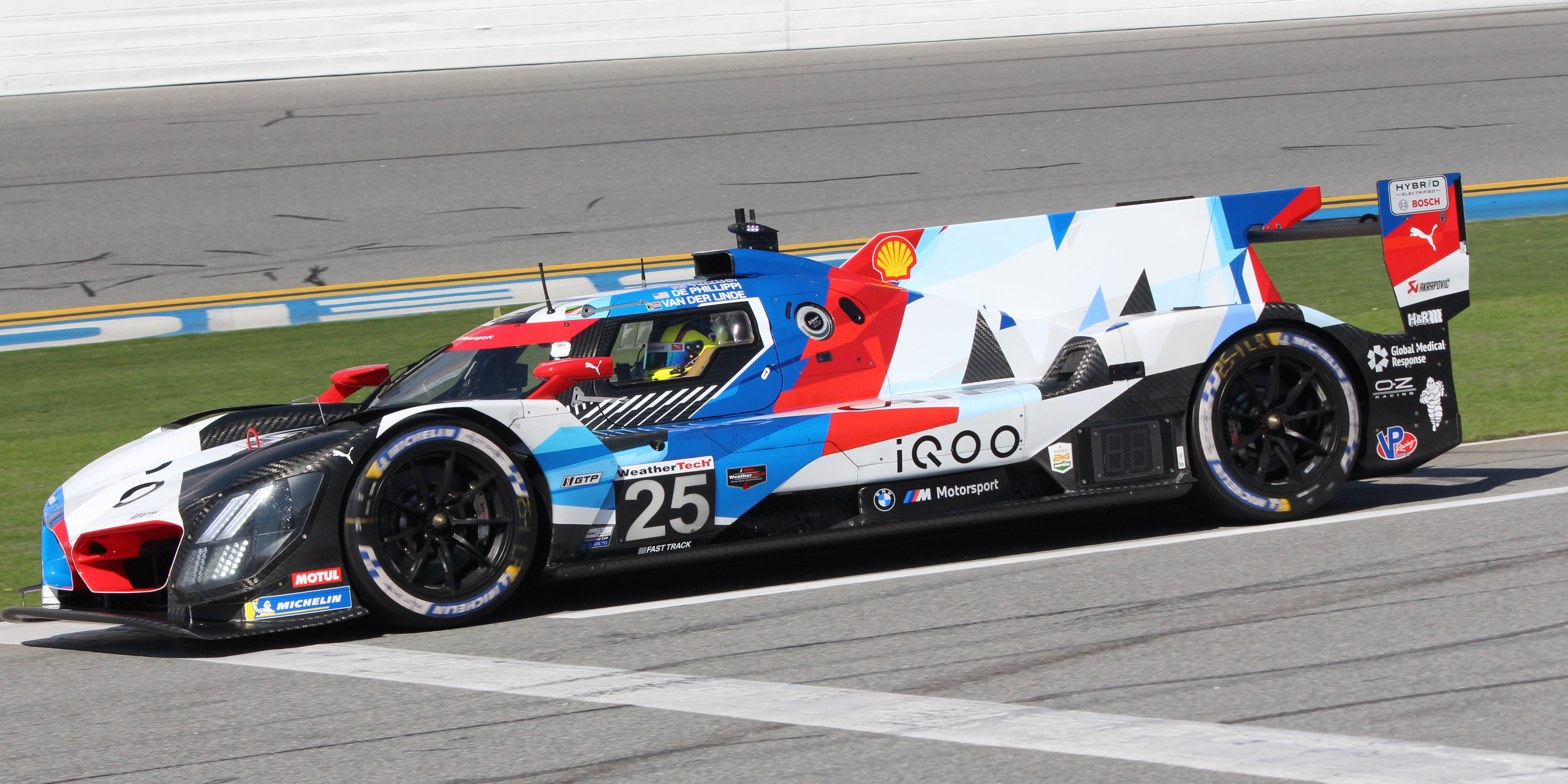
La BMW M Hybrid V8 de l'écurie américaine BMW M Team RLL.

L'ensemble des six séances d'essais qui constituent la Roar before the Rolex 24 ont lieu du 19 au 21 janvier 2024. Toutes les catégories de voitures sont conviées à participer.
La première séance du vendredi matin voit Nick Tandy prendre la tête des temps au tour avec la Porsche 963 no 6 en réalisant un temps de 1 min 35 s 617, 0s 035 seconde plus rapide que la BMW M Hybrid V8 no 24 d'Augusto Farfus. Pour référence, le meilleur temps absolu des 24 Heures de Daytona 2023 avait été de 1 min 34 s 031, temps réalisé par l'Acura ARX-06 de l'écurie Meyer Shank Racing. L'Oreca 07 no 22 pilotée par Paul di Resta domine la catégorie LMP2 avec un tour de 1 min 39 s 916. Matteo Cressoni est le plus rapide en GTD Pro tandis que Katherine Legge réalise le meilleur temps parmi toutes les voitures GTD,.

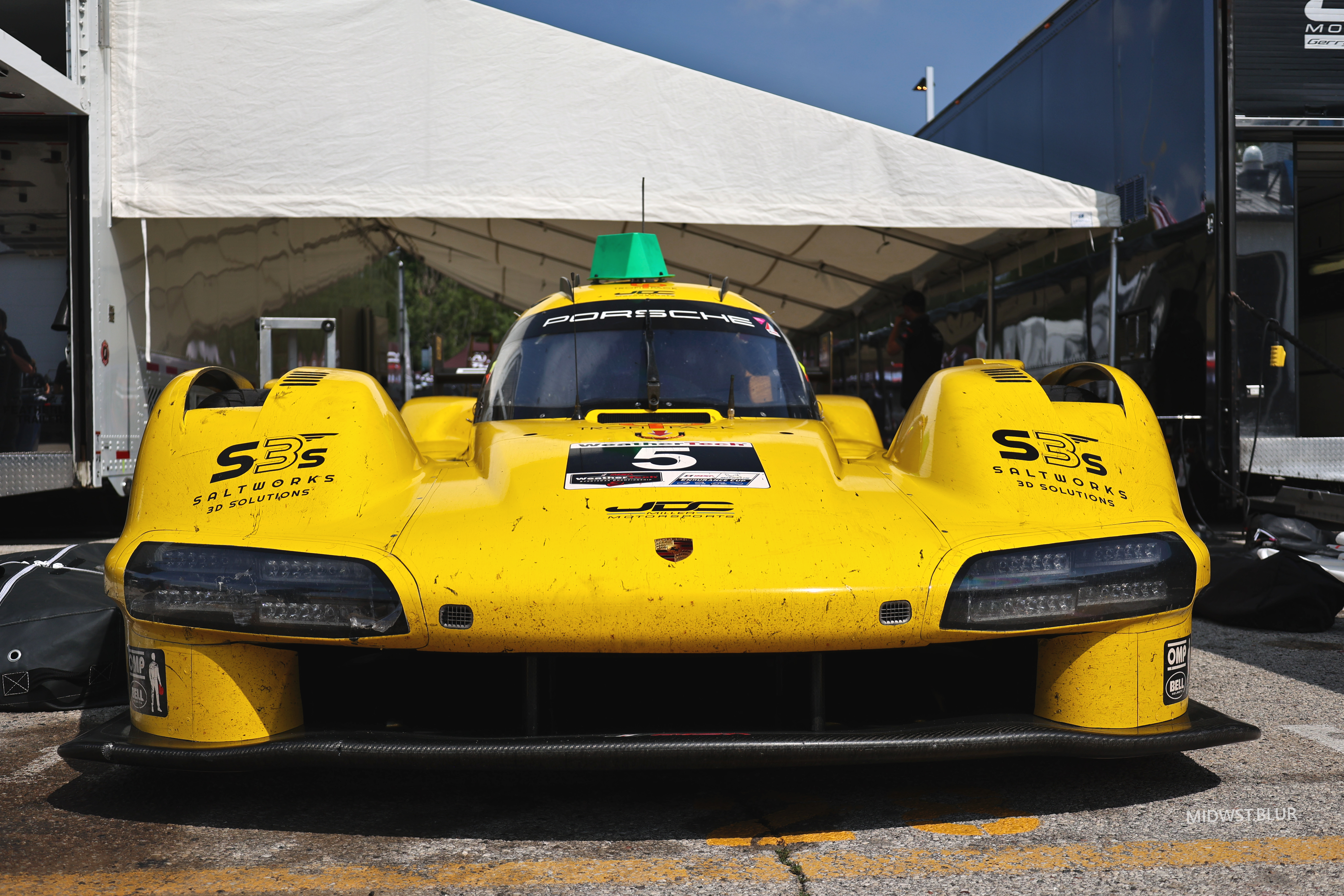
Porsche 963 no 85 de l'écurie JDC-Miller MotorSports.

La seconde séance du vendredi après-midi voit la Cadillac V-Series.R no 31 de l'écurie Whelen Cadillac Racing réaliser un tour en 1 min 35 s 217 dans les dernières minutes avec au volant Pipo Derani. La BMW M Hybrid V8 no 25 pilotée par Connor De Phillippi termine deuxième et Laurens Vanthoor troisième avec la Porsche 963 no 6. Christian Rasmussen améliore le meilleur tour en LMP2 avec un temps de 1 min 39 s 674, devançant ainsi la seule Ligier JS P217 du plateau engagée par le Sean Creech Motorsport pilotée par Nolan Siegel (en) et l'Oreca 07 no 88 de l'écurie italienne AF Corse no 88 pilotée par Nicklas Nielsen. Ford mène le GTD Pro avec un tour de Christopher Mies de 1 min 46 s 494, suivi de la Ferrari 296 GT3 no 62 de James Calado et de la Corvette Z06 GT3.R no 3 d'Alexander Sims. La Porsche 911 GT3 R no 120 pilotée par Jan Heylen mène le GTD devant la Ferrari 296 GT3 no 34 du Conquest Racing pilotée par Manny Franco,.

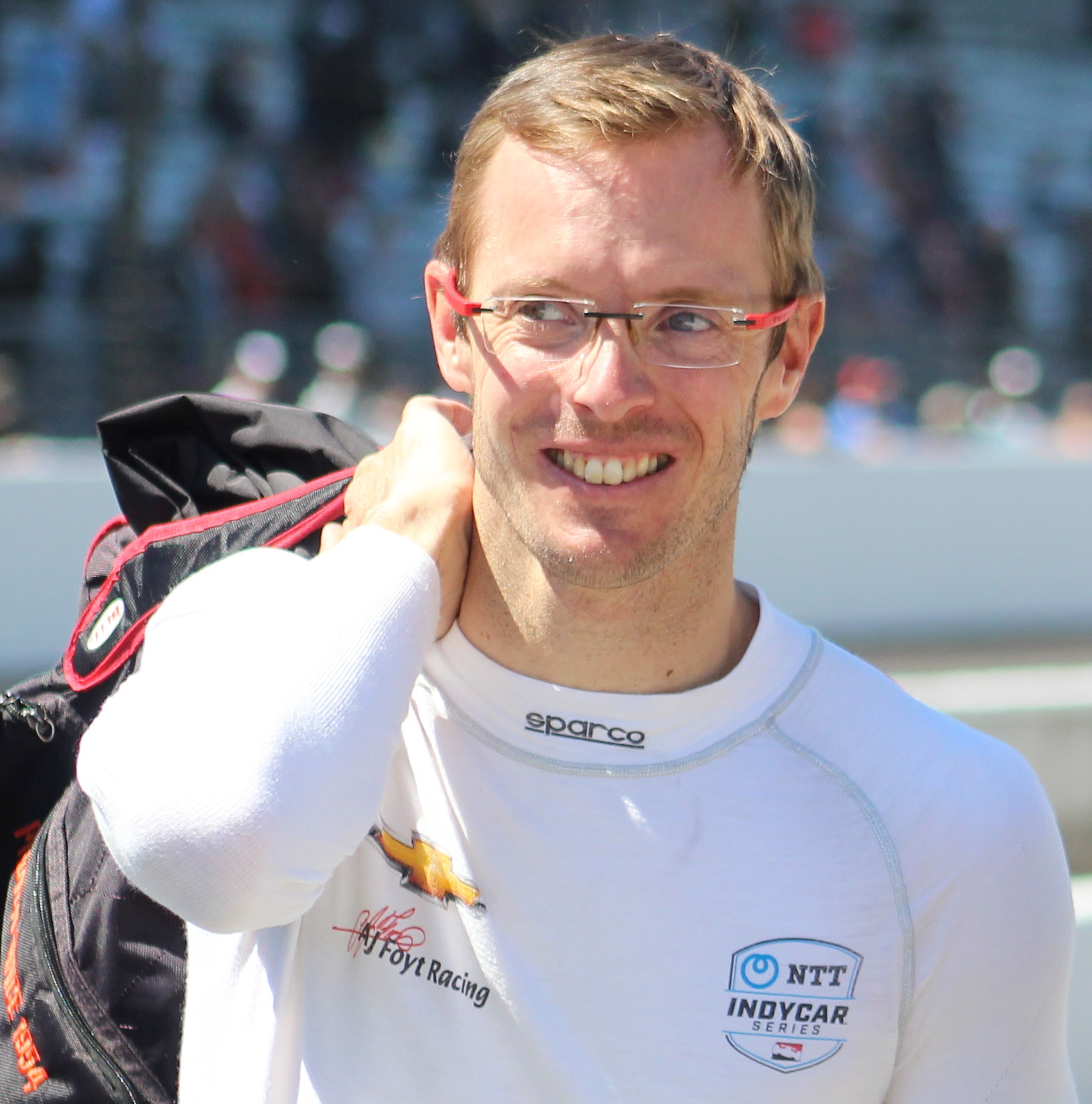
Sébastien Bourdais (photo de 2021) réalise le melileur tour au classement général lors des Roar before the Rolex 24 pour le Cadillac Racing.

Phil Hanson réalise le tour le plus rapide lors de la deuxième journée avec un temps de 1 min 35 s 216 au volant de la Porsche 963 no 85 de l'écurie privée américaine JDC-Miller MotorSports. La Porsche 963 no 5 de l'écurie privée allemande Proton Competition termine deuxième avec au volant Neel Jani et la BMW M Hybrid V8 no 25 pilotée par Connor De Phillippi termine troisième. Scott Huffaker (en) mène en LMP2 en réalisant un temps de 1 min 38 s 270 au volant de l'Oreca 07 no 20 de l'écurie danoise High Class Racing. La Corvette Z06 GT3.R no 4 pilotée par Tommy Milner mène le GTD Pro avec un tour en 1 min 45 s 844 au cours de la séance du matin tandis que la Ferrari 296 GT3 no 47 pilotée par Eddie Cheever III (en) réalise le meilleur temps parmi toutes les voitures GTD Pro,,,.
La troisième et dernière journée d'essais comporte une séance où seules les voitures de catégorie GTP sont conviées. La Cadillac V-Series.R no 01 pilotée pat Sébastien Bourdais réalise le meilleur temps du classement général avec un tour en 1 min 33 s 236. La deuxième voiture la plus rapide est la Porsche 963 no 7 pilotée par Felipe Nasr tandis que Pipo Derani place la Cadillac V-Series.R no 31 en troisième position. Connor De Phillippi réalise le quatrième temps dans la BMW M Hybrid V8 no 25, et l'Acura ARX-06 no 40 pilotée par Louis Delétraz termine en cinquième position,,.

## Qualifications

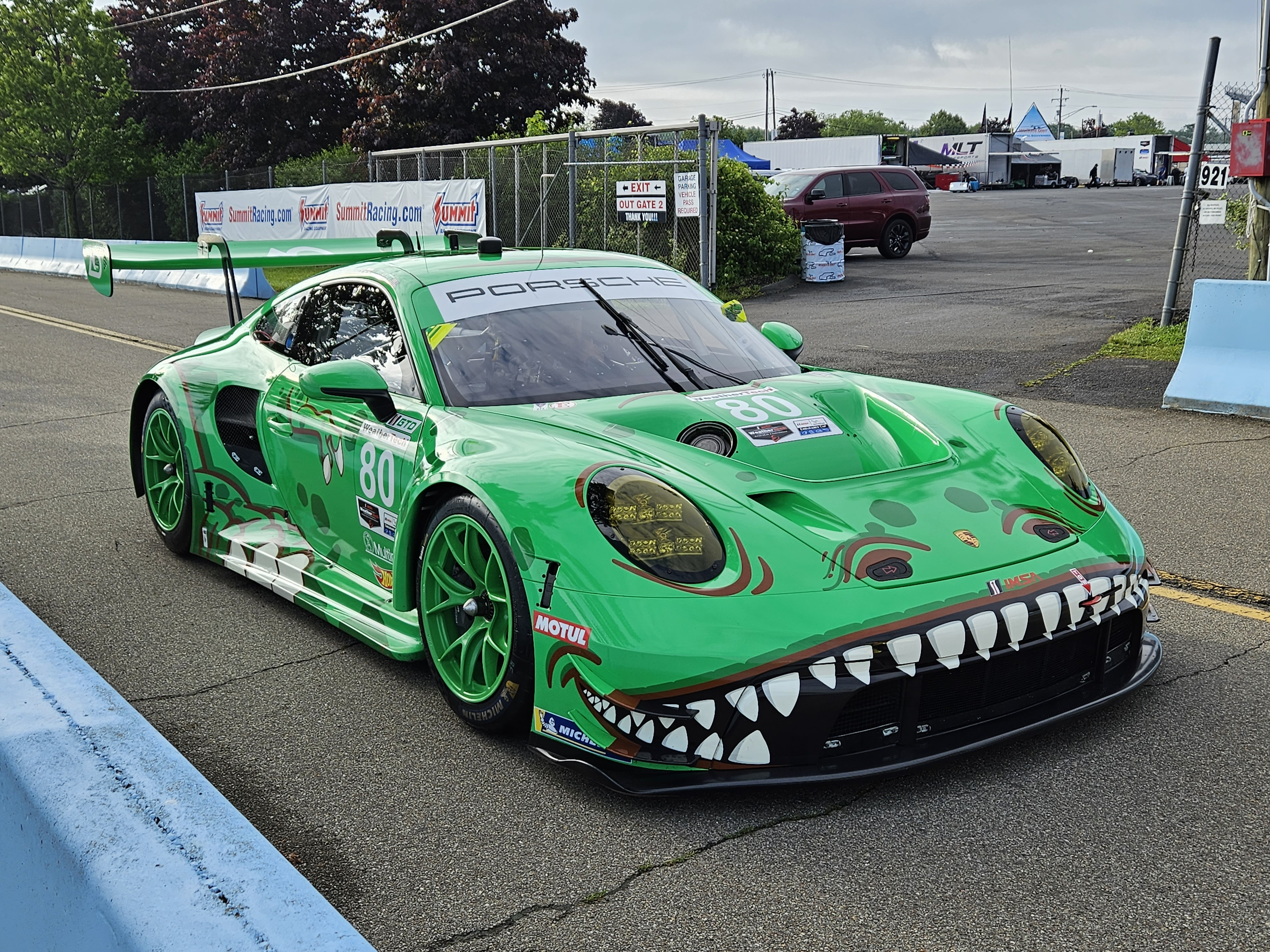
Une des Porsche 911 GT3 R Rexy de l'écurie AO Racing.

Les qualifications du dimanche après-midi sont divisées en trois séances pour chacune des catégories concourant à l'épreuve, c'est-à-dire les catégories GTP, LMP2 et GTD. Les voitures des catégories GTD Pro et GTD partagent la même séance. Chacune de ces séances dure 15 minutes. Le règlement exige que toutes les écuries nomment un pilote pour qualifier leurs voitures, la classe Pro-Am LMP2 exigeant un pilote ayant une classification FIA Bronze pour cette tâche. Les meilleurs temps au tour des concurrents déterminent l'ordre de départ. L'IMSA arrange ensuite la grille pour placer les GTP devant les voitures LMP2, GTD Pro et GTD.
Dans la catégorie GTP, Pipo Derani réalise la pole position en battant par la même occasion le record de la piste détenu par Oliver Jarvis datant des 24 Heures de Daytona 2019. Ben Keating, pour la cinquième année consécutive, remporte la pole position de la catégorie LMP2 après un duel très serré avec son compatriote Nick Boulle. Sebastian Priaulx (en) permet à l'écurie AO Racing de remporter la pole position de la catégorie GTD Pro pour sa première participation dans cette catégorie. Parker Thompson (en), avec l'écurie Vasser Sullivan, remporte la pole position de la catégorie GTD.
| Pos. | Classe  | N°  | Écurie                                      | Pilote                 | Temps        | Écart   | Grille |
| ---- | ------- | --- | ------------------------------------------- | ---------------------- | ------------ | ------- | ------ |
| 1    | GTP     | 31  | Whelen Cadillac Racing                      | Pipo Derani            | 1:32.656     | —       | 1‡     |
| 2    | GTP     | 01  | Cadillac Racing                             | Sébastien Bourdais     | 1:32.727     | +0.071  | 2      |
| 3    | GTP     | 7   | Porsche Penske Motorsport                   | Felipe Nasr            | 1:32.876     | +0.220  | 3      |
| 4    | GTP     | 25  | BMW M Team RLL                              | Connor De Phillippi    | 1:33.022     | +0.366  | 4      |
| 5    | GTP     | 40  | WTR Andretti                                | Louis Delétraz         | 1:33.100     | +0.444  | 5      |
| 6    | GTP     | 10  | WTR Andretti                                | Filipe Albuquerque     | 1:33.347     | +0.691  | 6      |
| 7    | GTP     | 6   | Porsche Penske Motorsport                   | Nick Tandy             | 1:33.381     | +0.725  | 7      |
| 8    | GTP     | 24  | BMW M Team RLL                              | Jesse Krohn            | 1:33.499     | +0.843  | 8      |
| 9    | GTP     | 85  | JDC-Miller MotorSports                      | Tijmen van der Helm    | 1:33.506     | +0.850  | 9      |
| 10   | LMP2    | 2   | United Autosports USA                       | Ben Keating            | 1:38.501     | +5.845  | 11‡    |
| 11   | LMP2    | 52  | Inter Europol by PR1/Mathiasen Motorsports  | Nick Boulle            | 1:38.603     | +5.947  | 12     |
| 12   | LMP2    | 04  | CrowdStrike Racing par APR                  | George Kurtz           | 1:39.252     | +6.596  | 13     |
| 13   | LMP2    | 74  | Riley                                       | Gar Robinson           | 1:39.297     | +6.641  | 14     |
| 14   | LMP2    | 22  | United Autosports USA                       | Dan Goldburg           | 1:39.506     | +6.850  | 15     |
| 15   | LMP2    | 11  | TDS Racing                                  | Steven Thomas          | 1:39.523     | +6.867  | 16     |
| 16   | LMP2    | 99  | AO Racing                                   | P. J. Hyett (en)       | 1:39.679     | +7.023  | 17     |
| 17   | LMP2    | 20  | MDK par High Class Racing                   | Dennis Andersen        | 1:40.030     | +7.374  | 18     |
| 18   | LMP2    | 81  | DragonSpeed                                 | Eric Lux               | 1:40.380     | +7.724  | 19     |
| 19   | LMP2    | 88  | Richard Mille AF Corse                      | Luís Pérez Companc     | 1:40.577     | +7.921  | 20     |
| 20   | LMP2    | 18  | Era Motorsport                              | Dwight Merriman        | 1:41.196     | +8.540  | 21     |
| 21   | LMP2    | 33  | Sean Creech Motorsport                      | Lance Willsey          | 1:41.496     | +8.840  | 22     |
| 22   | LMP2    | 8   | Tower Motorsports                           | John Farano            | 1:41.588     | +8.932  | 23     |
| 23   | GTD Pro | 77  | AO Racing                                   | Sebastian Priaulx (en) | 1:44.382     | +11.726 | 24‡    |
| 24   | GTD Pro | 14  | Vasser Sullivan                             | Jack Hawksworth        | 1:44.462     | +11.806 | 25     |
| 25   | GTD     | 12  | Vasser Sullivan                             | Parker Thompson (en)   | 1:44.494     | +11.838 | 26‡    |
| 26   | GTD     | 86  | MDK Motorsports                             | Klaus Bachler          | 1:44.537     | +11.881 | 27     |
| 27   | GTD     | 66  | Gradient Racing                             | Katherine Legge        | 1:44.640     | +11.984 | 28     |
| 28   | GTD     | 45  | Wayne Taylor Racing Andretti                | Kyle Marcelli (en)     | 1:44.707     | +12.051 | 29     |
| 29   | GTD     | 78  | Forte Racing (en)                           | Loris Spinelli (pl)    | 1:44.709     | +12.053 | 30     |
| 30   | GTD     | 34  | Conquest Racing                             | Albert Costa           | 1:44.722     | +12.066 | 31     |
| 31   | GTD Pro | 3   | Corvette Racing by Pratt Miller Motorsports | Antonio García         | 1:44.786     | +12.130 | 32     |
| 32   | GTD     | 47  | Cetilar Racing                              | Antonio Fuoco          | 1:44.811     | +12.155 | 33     |
| 33   | GTD Pro | 19  | Iron Lynx                                   | Franck Perera          | 1:44.831     | +12.175 | 34     |
| 34   | GTD Pro | 62  | Risi Competizione                           | Daniel Serra           | 1:44.831     | +12.175 | 35     |
| 35   | GTD     | 023 | Triarsi Competizione                        | Alessio Rovera         | 1:44.835     | +12.179 | 36     |
| 36   | GTD Pro | 9   | Pfaff Motorsports                           | Oliver Jarvis          | 1:44.900     | +12.244 | 37     |
| 37   | GTD     | 17  | AWA                                         | Nicolás Varrone (en)   | 1:44.959     | +12.303 | 38     |
| 38   | GTD     | 70  | Inception Racing                            | Frederik Schandorff    | 1:44.965     | +12.309 | 39     |
| 39   | GTD     | 21  | AF Corse                                    | Miguel Molina          | 1:45.041     | +12.385 | 40     |
| 40   | GTD     | 43  | Andretti Motorsports                        | Thomas Preining        | 1:45.115     | +12.459 | 41     |
| 41   | GTD     | 83  | Iron Dames                                  | Michelle Gatting       | 1:45.180     | +12.524 | 42     |
| 42   | GTD     | 13  | AWA                                         | Matthew Bell           | 1:45.206     | +12.550 | 43     |
| 43   | GTD Pro | 4   | Corvette Racing by Pratt Miller Motorsports | Tommy Milner           | 1:45.215     | +12.559 | 44     |
| 44   | GTD Pro | 60  | Iron Lynx                                   | Romain Grosjean        | 1:45.305     | +12.649 | 45     |
| 45   | GTD Pro | 65  | Ford Multimatic Motorsports                 | Dirk Müller            | 1:45.373     | +12.717 | 46     |
| 46   | GTD Pro | 75  | SunEnergy1 Racing                           | Maro Engel             | 1:45.421     | +12.765 | 47     |
| 47   | GTD Pro | 23  | Heart of Racing Team                        | Ross Gunn (en)         | 1:45.528     | +12.872 | 48     |
| 48   | GTD     | 55  | Proton Competition                          | Dennis Olsen           | 1:45.536     | +12.880 | 49     |
| 49   | GTD     | 1   | Paul Miller Racing                          | Madison Snow           | 1:45.831     | +13.175 | 50     |
| 50   | GTD Pro | 64  | Ford Multimatic Motorsports                 | Harry Tincknell        | 1:45.840     | +13.184 | 51     |
| 51   | GTD     | 96  | Turner Motorsport                           | Patrick Gallagher (en) | 1:45.861     | +13.205 | 52     |
| 52   | GTD     | 57  | Winward Racing                              | Philip Ellis           | 1:45.898     | +13.242 | 53     |
| 53   | GTD     | 32  | Korthoff Preston Motorsports                | Mikaël Grenier         | 1:45.974     | +13.318 | 54     |
| 54   | GTD     | 120 | Wright Motorsports                          | Adam Adelson           | 1:45.983     | +13.327 | 55     |
| 55   | GTD     | 80  | Lone Star Racing                            | Adam Christodoulou     | 1:46.209     | +13.553 | 56     |
| 56   | GTD     | 44  | Magnus Racing                               | John Potter            | 1:48.007     | +15.351 | 57     |
| 57   | GTD     | 27  | Heart of Racing Team                        | Roman De Angelis (en)  | 1:52.715     | +20.059 | 58     |
| 58   | GTP     | 5   | Proton Competition                          | pas de temps           | pas de temps | –       | 10     |
| 59   | GTD     | 92  | Kellymoss with Riley                        | David Brule            | pas de temps | –       | 59     |

## Course

### Classements intermédiaires
| Pos. | Après la 1re heure | Après la 1re heure                                                                 | Après 6 heures | Après 6 heures                                                                     | Après 12 heures | Après 12 heures                                                                   | Après 18 heures | Après 18 heures                                                                      |
| Pos. | no                 | Voiture / Pilotes                                                                  | no             | Voiture / Pilotes                                                                  | no              | Voiture / Pilotes                                                                 | no              | Voiture / Pilotes                                                                    |
| ---- | ------------------ | ---------------------------------------------------------------------------------- | -------------- | ---------------------------------------------------------------------------------- | --------------- | --------------------------------------------------------------------------------- | --------------- | ------------------------------------------------------------------------------------ |
| 1    | 10                 | WTR Andretti Acura ARX-06 (GTP) Albuquerque - Ericsson - Hartley - Taylor          | 7              | Porsche Penske Motorsport Porsche 963 (GTP) Cameron - Campbell - Nasr - Newgarden  | 31              | Whelen Cadillac Racing Cadillac V-Series.R (GTP) Aitken - Blomqvist - Derani      | 31              | Whelen Cadillac Racing Cadillac V-Series.R (GTP) Aitken - Blomqvist - Derani         |
| 2    | 01                 | Cadillac Racing Cadillac V-Series.R (GTP) Bourdais - Dixon - Palou - van der Zande | 31             | Whelen Cadillac Racing Cadillac V-Series.R (GTP) Aitken - Blomqvist - Derani       | 6               | Porsche Penske Motorsport Porsche 963 (GTP) Estre - Jaminet - Tandy - Vanthoor    | 7               | Porsche Penske Motorsport Porsche 963 (GTP) Cameron - Campbell - Nasr - Newgarden    |
| 3    | 7                  | Porsche Penske Motorsport Porsche 963 (GTP) Cameron - Campbell - Nasr - Newgarden  | 01             | Cadillac Racing Cadillac V-Series.R (GTP) Bourdais - Dixon - Palou - van der Zande | 25              | BMW M Team RLL BMW M Hybrid V8 (GTP) De Phillippi - Martin - Rast - Yelloly       | 6               | Porsche Penske Motorsport Porsche 963 (GTP) Estre - Jaminet - Tandy - Vanthoor       |
| 4    | 31                 | Whelen Cadillac Racing Cadillac V-Series.R (GTP) Aitken - Blomqvist - Derani       | 25             | BMW M Team RLL BMW M Hybrid V8 (GTP) De Phillippi - Martin - Rast - Yelloly        | 24              | BMW M Team RLL BMW M Hybrid V8 (GTP) Eng - Farfus - Krohn - Vanthoor              | 5               | Proton Competition Porsche 963 (GTP) Bruni - Dumas - Jani - Picariello               |
| 5    | 40                 | WTR Andretti Acura ARX-06 (GTP) Button - Delétraz - Herta - Taylor                 | 10             | WTR Andretti Acura ARX-06 (GTP) Albuquerque - Ericsson - Hartley - Taylor          | 7               | Porsche Penske Motorsport Porsche 963 (GTP) Cameron - Campbell - Nasr - Newgarden | 85              | JDC-Miller MotorSports Porsche 963 (GTP) Hanson - Keating - van der Helm - Westbrook |

### Classement de la course
Voici le classement provisoire au terme de la course.
- Les vainqueurs de chaque catégorie sont signalés par un fond jauni.

| Pos     | Classe  | no  | Écurie                                       | Pilotes                                                                    | Châssis                                 | Tours | Temps                                  |
| Pos     | Classe  | no  | Écurie                                       | Pilotes                                                                    | Moteur                                  | Tours | Temps                                  |
| ------- | ------- | --- | -------------------------------------------- | -------------------------------------------------------------------------- | --------------------------------------- | ----- | -------------------------------------- |
| 1       | GTP     | 7   | Porsche Penske Motorsport                    | Dane Cameron Matt Campbell Felipe Nasr Josef Newgarden                     | Porsche 963                             | 791   | 23 h 58 min 24 s 723                   |
| 1       | GTP     | 7   | Porsche Penske Motorsport                    | Dane Cameron Matt Campbell Felipe Nasr Josef Newgarden                     | Porsche 9RD 4,6 L V8 Twin-Turbo         | 791   | 23 h 58 min 24 s 723                   |
| 2       | GTP     | 31  | Whelen Cadillac Racing                       | Jack Aitken Tom Blomqvist Pipo Derani                                      | Cadillac V-Series.R                     | 791   | + 2 s 112                              |
| 2       | GTP     | 31  | Whelen Cadillac Racing                       | Jack Aitken Tom Blomqvist Pipo Derani                                      | Cadillac LMC55R 5,5 L V8 Atmo           | 791   | + 2 s 112                              |
| 3       | GTP     | 40  | Wayne Taylor Racing avec Andretti            | Jenson Button Louis Delétraz Colton Herta Jordan Taylor                    | Acura ARX-06                            | 791   | + 14 s 989                             |
| 3       | GTP     | 40  | Wayne Taylor Racing avec Andretti            | Jenson Button Louis Delétraz Colton Herta Jordan Taylor                    | Acura AR24e 2,4 L V6 Twin-Turbo         | 791   | + 14 s 989                             |
| 4       | GTP     | 6   | Porsche Penske Motorsport                    | Kévin Estre Mathieu Jaminet Nick Tandy Laurens Vanthoor                    | Porsche 963                             | 791   | + 15 s 387                             |
| 4       | GTP     | 6   | Porsche Penske Motorsport                    | Kévin Estre Mathieu Jaminet Nick Tandy Laurens Vanthoor                    | Porsche 9RD 4,6 L V8 Twin-Turbo         | 791   | + 15 s 387                             |
| 5       | GTP     | 5   | Proton Competition Mustang Sampling          | Gianmaria Bruni Romain Dumas Neel Jani Alessio Picariello                  | Porsche 963                             | 791   | + 44 s 479                             |
| 5       | GTP     | 5   | Proton Competition Mustang Sampling          | Gianmaria Bruni Romain Dumas Neel Jani Alessio Picariello                  | Porsche 9RD 4,6 L V8 Twin-Turbo         | 791   | + 44 s 479                             |
| 6       | GTP     | 85  | JDC-Miller MotorSports                       | Phil Hanson Tijmen van der Helm Ben Keating Richard Westbrook              | Porsche 963                             | 789   | + 2 Tours                              |
| 6       | GTP     | 85  | JDC-Miller MotorSports                       | Phil Hanson Tijmen van der Helm Ben Keating Richard Westbrook              | Porsche 9RD 4,6 L V8 Twin-Turbo         | 789   | + 2 Tours                              |
| 7       | GTP     | 25  | BMW M Team RLL                               | Connor De Phillippi Maxime Martin René Rast Nick Yelloly                   | BMW M Hybrid V8                         | 778   | + 13 Tours                             |
| 7       | GTP     | 25  | BMW M Team RLL                               | Connor De Phillippi Maxime Martin René Rast Nick Yelloly                   | BMW P66/3 4,0 L V8 Twin-Turbo           | 778   | + 13 Tours                             |
| 8       | GTP     | 24  | BMW M Team RLL                               | Philipp Eng Augusto Farfus Jesse Krohn Dries Vanthoor                      | BMW M Hybrid V8                         | 776   | + 15 Tours                             |
| 8       | GTP     | 24  | BMW M Team RLL                               | Philipp Eng Augusto Farfus Jesse Krohn Dries Vanthoor                      | BMW P66/3 4,0 L V8 Twin-Turbo           | 776   | + 15 Tours                             |
| 9       | LMP2    | 18  | Era Motorsport                               | Ryan Dalziel Dwight Merriman Christian Rasmussen Connor Zilisch (en)       | Oreca 07                                | 767   | + 24 Tours                             |
| 9       | LMP2    | 18  | Era Motorsport                               | Ryan Dalziel Dwight Merriman Christian Rasmussen Connor Zilisch (en)       | Gibson GK428 4,2 L V8 Atmo              | 767   | + 24 Tours                             |
| 10      | LMP2    | 04  | CrowdStrike Racing par APR                   | Colin Braun Malthe Jakobsen George Kurtz Toby Sowery (en)                  | Oreca 07                                | 767   | + 24 Tours                             |
| 10      | LMP2    | 04  | CrowdStrike Racing par APR                   | Colin Braun Malthe Jakobsen George Kurtz Toby Sowery (en)                  | Gibson GK428 4,2 L V8 Atmo              | 767   | + 24 Tours                             |
| 11      | LMP2    | 74  | Riley                                        | Josh Burdon (en) Felipe Fraga Felipe Massa Gar Robinson                    | Oreca 07                                | 767   | + 24 Tours                             |
| 11      | LMP2    | 74  | Riley                                        | Josh Burdon (en) Felipe Fraga Felipe Massa Gar Robinson                    | Gibson GK428 4,2 L V8 Atmo              | 767   | + 24 Tours                             |
| 12      | LMP2    | 52  | Inter Europol par PR1 Mathiasen Motorsports  | Nick Boulle Tom Dillmann Pietro Fittipaldi Jakub Śmiechowski               | Oreca 07                                | 767   | + 24 Tours                             |
| 12      | LMP2    | 52  | Inter Europol par PR1 Mathiasen Motorsports  | Nick Boulle Tom Dillmann Pietro Fittipaldi Jakub Śmiechowski               | Gibson GK428 4,2 L V8 Atmo              | 767   | + 24 Tours                             |
| 13      | LMP2    | 8   | Tower Motorsports                            | Michael Dinan (en) John Farano Ferdinand Habsburg Scott McLaughlin         | Oreca 07                                | 767   | + 24 Tours                             |
| 13      | LMP2    | 8   | Tower Motorsports                            | Michael Dinan (en) John Farano Ferdinand Habsburg Scott McLaughlin         | Gibson GK428 4,2 L V8 Atmo              | 767   | + 24 Tours                             |
| 14      | LMP2    | 2   | United Autosports USA                        | Ben Hanley Ben Keating Pato O'Ward Nico Pino                               | Oreca 07                                | 765   | + 26 Tours                             |
| 14      | LMP2    | 2   | United Autosports USA                        | Ben Hanley Ben Keating Pato O'Ward Nico Pino                               | Gibson GK428 4,2 L V8 Atmo              | 765   | + 26 Tours                             |
| 15      | LMP2    | 81  | DragonSpeed                                  | James Allen Sebastián Álvarez (en) Eric Lux Kyffin Simpson                 | Oreca 07                                | 764   | + 27 Tours                             |
| 15      | LMP2    | 81  | DragonSpeed                                  | James Allen Sebastián Álvarez (en) Eric Lux Kyffin Simpson                 | Gibson GK428 4,2 L V8 Atmo              | 764   | + 27 Tours                             |
| 16      | LMP2    | 99  | AO Racing                                    | Matthew Brabham Paul-Loup Chatin P. J. Hyett (en) Alex Quinn               | Oreca 07                                | 753   | + 38 Tours                             |
| 16      | LMP2    | 99  | AO Racing                                    | Matthew Brabham Paul-Loup Chatin P. J. Hyett (en) Alex Quinn               | Gibson GK428 4,2 L V8 Atmo              | 753   | + 38 Tours                             |
| 17      | GTD Pro | 62  | Risi Competizione                            | James Calado Alessandro Pier Guidi Davide Rigon Daniel Serra               | Ferrari 296 GT3                         | 733   | + 58 Tours                             |
| 17      | GTD Pro | 62  | Risi Competizione                            | James Calado Alessandro Pier Guidi Davide Rigon Daniel Serra               | Ferrari F163 3,0 L V6 Turbo             | 733   | + 58 Tours                             |
| 18      | GTD Pro | 77  | AO Racing                                    | Michael Christensen Laurin Heinrich (en) Sebastian Priaulx (en)            | Porsche 911 GT3 R                       | 732   | + 59 Tours                             |
| 18      | GTD Pro | 77  | AO Racing                                    | Michael Christensen Laurin Heinrich (en) Sebastian Priaulx (en)            | Porsche M97/80 4,2 L Flat Six Atmo      | 732   | + 59 Tours                             |
| 19      | GTD     | 57  | Winward Racing                               | Indy Dontje (en) Philip Ellis Daniel Morad Russell Ward (en)               | Mercedes-AMG GT3 Evo                    | 731   | + 60 Tours                             |
| 19      | GTD     | 57  | Winward Racing                               | Indy Dontje (en) Philip Ellis Daniel Morad Russell Ward (en)               | Mercedes-Benz M159 6,2 L V8 Atmo        | 731   | + 60 Tours                             |
| 20      | GTD     | 21  | AF Corse                                     | Kei Cozzolino François Hériau Simon Mann Miguel Molina                     | Ferrari 296 GT3                         | 731   | + 60 Tours                             |
| 20      | GTD     | 21  | AF Corse                                     | Kei Cozzolino François Hériau Simon Mann Miguel Molina                     | Ferrari F163 3,0 L V6 Turbo             | 731   | + 60 Tours                             |
| 21      | GTD Pro | 1   | Paul Miller Racing                           | Sheldon van der Linde Bryan Sellers Madison Snow Neil Verhagen             | BMW M4 GT3                              | 730   | + 61 Tours                             |
| 21      | GTD Pro | 1   | Paul Miller Racing                           | Sheldon van der Linde Bryan Sellers Madison Snow Neil Verhagen             | BMW S58B30T0 3,0 L i6 M TwinPower Turbo | 730   | + 61 Tours                             |
| 22      | GTD     | 34  | Conquest Racing                              | Alessandro Balzan Albert Costa Manny Franco Cédric Sbirrazzuoli            | Ferrari 296 GT3                         | 730   | + 61 Tours                             |
| 22      | GTD     | 34  | Conquest Racing                              | Alessandro Balzan Albert Costa Manny Franco Cédric Sbirrazzuoli            | Ferrari F163 3,0 L V6 Turbo             | 730   | + 61 Tours                             |
| 23      | GTD     | 023 | Triarsi Competizione                         | Riccardo Agostini (en) Alessio Rovera Charlie Scardina Onofrio Triarsi     | Ferrari 296 GT3                         | 730   | + 61 Tours                             |
| 23      | GTD     | 023 | Triarsi Competizione                         | Riccardo Agostini (en) Alessio Rovera Charlie Scardina Onofrio Triarsi     | Ferrari F163 3,0 L V6 Turbo             | 730   | + 61 Tours                             |
| 24      | GTD     | 32  | Korthoff Preston Motorsports                 | Maximilian Götz Mikaël Grenier Kenton Koch (en) Mike Skeen (en)            | Mercedes-AMG GT3 Evo                    | 730   | + 61 Tours                             |
| 24      | GTD     | 32  | Korthoff Preston Motorsports                 | Maximilian Götz Mikaël Grenier Kenton Koch (en) Mike Skeen (en)            | Mercedes-Benz M159 6,2 L V8 Atmo        | 730   | + 61 Tours                             |
| 25      | GTD     | 83  | Iron Dames                                   | Sarah Bovy Rahel Frey Michelle Gatting Doriane Pin                         | Lamborghini Huracán GT3 Evo 2           | 730   | + 61 Tours                             |
| 25      | GTD     | 83  | Iron Dames                                   | Sarah Bovy Rahel Frey Michelle Gatting Doriane Pin                         | Lamborghini DGF 5,2 L V10 Atmo          | 730   | + 61 Tours                             |
| 26      | GTD     | 120 | Wright Motorsports                           | Adam Adelson Jan Heylen Frédéric Makowiecki Elliott Skeer                  | Porsche 911 GT3 R                       | 729   | + 62 Tours                             |
| 26      | GTD     | 120 | Wright Motorsports                           | Adam Adelson Jan Heylen Frédéric Makowiecki Elliott Skeer                  | Porsche M97/80 4,2 L Flat Six Atmo      | 729   | + 62 Tours                             |
| 27      | GTD     | 80  | Lone Star Racing                             | Rui Andrade Scott Andrews (de) Adam Christodoulou Salih Yoluç              | Mercedes-AMG GT3 Evo                    | 729   | + 62 Tours                             |
| 27      | GTD     | 80  | Lone Star Racing                             | Rui Andrade Scott Andrews (de) Adam Christodoulou Salih Yoluç              | Mercedes-Benz M159 6,2 L V8 Atmo        | 729   | + 62 Tours                             |
| 28      | GTD     | 43  | Andretti Autosport                           | Jarett Andretti (en) Gabby Chaves Scott Hargrove Thomas Preining           | Porsche 911 GT3 R                       | 728   | + 63 Tours                             |
| 28      | GTD     | 43  | Andretti Autosport                           | Jarett Andretti (en) Gabby Chaves Scott Hargrove Thomas Preining           | Porsche M97/80 4,2 L Flat Six Atmo      | 728   | + 63 Tours                             |
| 29      | GTD Pro | 23  | Heart of Racing Team                         | Mario Farnbacher Ross Gunn (en) Alex Riberas                               | Aston Martin Vantage AMR GT3 Evo        | 727   | + 64 Tours                             |
| 29      | GTD Pro | 23  | Heart of Racing Team                         | Mario Farnbacher Ross Gunn (en) Alex Riberas                               | Aston Martin M177 4,0 L V8 Turbo        | 727   | + 64 Tours                             |
| 30      | GTD Pro | 3   | Corvette Racing par Pratt Miller Motorsports | Antonio García Daniel Juncadella Alexander Sims                            | Corvette Z06 GT3.R                      | 726   | + 65 Tours                             |
| 30      | GTD Pro | 3   | Corvette Racing par Pratt Miller Motorsports | Antonio García Daniel Juncadella Alexander Sims                            | Chevrolet LT6 5,5 L V8 Atmo             | 726   | + 65 Tours                             |
| 31      | GTD Pro | 64  | Ford Multimatic Motorsports                  | Christopher Mies Mike Rockenfeller Harry Tincknell                         | Ford Mustang GT3                        | 726   | + 65 Tours                             |
| 31      | GTD Pro | 64  | Ford Multimatic Motorsports                  | Christopher Mies Mike Rockenfeller Harry Tincknell                         | Ford Coyote 5,4 L V8 Atmo               | 726   | + 65 Tours                             |
| 32      | GTD     | 47  | Cetilar Racing                               | Eddie Cheever III (en) Antonio Fuoco Roberto Lacorte Giorgio Sernagiotto   | Ferrari 296 GT3                         | 722   | + 69 Tours                             |
| 32      | GTD     | 47  | Cetilar Racing                               | Eddie Cheever III (en) Antonio Fuoco Roberto Lacorte Giorgio Sernagiotto   | Ferrari F163 3,0 L V6 Turbo             | 722   | + 69 Tours                             |
| 33      | GTD Pro | 19  | Iron Lynx                                    | Mirko Bortolotti Andrea Caldarelli Jordan Pepper Franck Perera             | Lamborghini Huracán GT3 Evo 2           | 721   | + 70 Tours                             |
| 33      | GTD Pro | 19  | Iron Lynx                                    | Mirko Bortolotti Andrea Caldarelli Jordan Pepper Franck Perera             | Lamborghini DGF 5,2 L V10 Atmo          | 721   | + 70 Tours                             |
| 34      | GTD     | 92  | Kelly-Moss avec Riley                        | Julien Andlauer David Brule Trent Hindman Alec Udell (en)                  | Porsche 911 GT3 R                       | 719   | + 72 Tours                             |
| 34      | GTD     | 92  | Kelly-Moss avec Riley                        | Julien Andlauer David Brule Trent Hindman Alec Udell (en)                  | Porsche M97/80 4,2 L Flat Six Atmo      | 719   | + 72 Tours                             |
| 35      | GTD     | 86  | MDK Motorsports                              | Klaus Bachler Anders Fjordbach Kerong Li Larry ten Voorde (en)             | Porsche 911 GT3 R                       | 718   | + 73 Tours                             |
| 35      | GTD     | 86  | MDK Motorsports                              | Klaus Bachler Anders Fjordbach Kerong Li Larry ten Voorde (en)             | Porsche M97/80 4,2 L Flat Six Atmo      | 718   | + 73 Tours                             |
| 36      | GTD     | 70  | Inception Racing                             | Tom Gamble Brendan Iribe Ollie Millroy Frederik Schandorff                 | McLaren 720S GT3 Evo                    | 716   | + 75 Tours                             |
| 36      | GTD     | 70  | Inception Racing                             | Tom Gamble Brendan Iribe Ollie Millroy Frederik Schandorff                 | McLaren M840T 4,0 l V8 Twin-Turbo       | 716   | + 75 Tours                             |
| 37      | GTD Pro | 4   | Corvette Racing par Pratt Miller Motorsports | Earl Bamber Nicky Catsburg Tommy Milner                                    | Corvette Z06 GT3.R                      | 715   | + 76 Tours                             |
| 37      | GTD Pro | 4   | Corvette Racing par Pratt Miller Motorsports | Earl Bamber Nicky Catsburg Tommy Milner                                    | Chevrolet LT6 5,5 L V8 Atmo             | 715   | + 76 Tours                             |
| 38      | GTD     | 96  | Turner Motorsport                            | Robby Foley Patrick Gallagher (en) Jens Klingmann Jake Walker              | BMW M4 GT3                              | 711   | + 80 Tours                             |
| 38      | GTD     | 96  | Turner Motorsport                            | Robby Foley Patrick Gallagher (en) Jens Klingmann Jake Walker              | BMW S58B30T0 3,0 L i6 M TwinPower Turbo | 711   | + 80 Tours                             |
| 39 Abd. | GTD     | 12  | Vasser Sullivan                              | Ritomo Miyata Frankie Montecalvo Aaron Telitz Parker Thompson (en)         | Lexus RC F GT3                          | 705   | Feu                                    |
| 39 Abd. | GTD     | 12  | Vasser Sullivan                              | Ritomo Miyata Frankie Montecalvo Aaron Telitz Parker Thompson (en)         | Toyota 2UR-GSE 5,0 L V8 Atmo            | 705   | Feu                                    |
| 40      | GTD     | 78  | Forte Racing (en)                            | Devlin DeFrancesco Misha Goikhberg Sandy Mitchell (en) Loris Spinelli (pl) | Lamborghini Huracán GT3 Evo 2           | 676   | + 115 Tours                            |
| 40      | GTD     | 78  | Forte Racing (en)                            | Devlin DeFrancesco Misha Goikhberg Sandy Mitchell (en) Loris Spinelli (pl) | Lamborghini DGF 5,2 L V10 Atmo          | 676   | + 115 Tours                            |
| 41 Abd. | GTD Pro | 65  | Ford Multimatic Motorsports                  | Joey Hand Dirk Müller Frédéric Vervisch                                    | Ford Mustang GT3                        | 650   | Endommagement aileron                  |
| 41 Abd. | GTD Pro | 65  | Ford Multimatic Motorsports                  | Joey Hand Dirk Müller Frédéric Vervisch                                    | Ford Coyote 5,4 L V8 Atmo               | 650   | Endommagement aileron                  |
| 42      | GTD     | 45  | Wayne Taylor Racing avec Andretti            | Graham Doyle Danny Formal Ashton Harrison Kyle Marcelli (en)               | Lamborghini Huracán GT3 Evo 2           | 643   | + 148 Tours                            |
| 42      | GTD     | 45  | Wayne Taylor Racing avec Andretti            | Graham Doyle Danny Formal Ashton Harrison Kyle Marcelli (en)               | Lamborghini DGF 5,2 L V10 Atmo          | 643   | + 148 Tours                            |
| 43 Abd. | GTP     | 10  | Wayne Taylor Racing avec Andretti            | Filipe Albuquerque Marcus Ericsson Brendon Hartley Ricky Taylor            | Acura ARX-06                            | 601   | Problème électrique                    |
| 43 Abd. | GTP     | 10  | Wayne Taylor Racing avec Andretti            | Filipe Albuquerque Marcus Ericsson Brendon Hartley Ricky Taylor            | Acura AR24e 2,4 L V6 Twin-Turbo         | 601   | Problème électrique                    |
| 44 Abd. | GTD Pro | 9   | Pfaff Motorsports                            | James Hinchcliffe Oliver Jarvis Marvin Kirchhöfer Alexander Rossi          | McLaren 720S GT3 Evo                    | 532   | Problème mécanique                     |
| 44 Abd. | GTD Pro | 9   | Pfaff Motorsports                            | James Hinchcliffe Oliver Jarvis Marvin Kirchhöfer Alexander Rossi          | McLaren M840T 4,0 l V8 Twin-Turbo       | 532   | Problème mécanique                     |
| 45 Abd. | LMP2    | 33  | Sean Creech Motorsport                       | João Barbosa Jonny Edgar Nolan Siegel (en) Lance Willsey                   | Ligier JS P217                          | 510   | Endommagement capot moteur             |
| 45 Abd. | LMP2    | 33  | Sean Creech Motorsport                       | João Barbosa Jonny Edgar Nolan Siegel (en) Lance Willsey                   | Gibson GK428 4,2 L V8 Atmo              | 510   | Endommagement capot moteur             |
| 46 Abd. | GTD     | 17  | AWA                                          | Charlie Eastwood Anthony Mantella Thomas Merrill (en) Nicolás Varrone (en) | Corvette Z06 GT3.R                      | 508   | Problème électrique                    |
| 46 Abd. | GTD     | 17  | AWA                                          | Charlie Eastwood Anthony Mantella Thomas Merrill (en) Nicolás Varrone (en) | Chevrolet LT6 5,5 L V8 Atmo             | 508   | Problème électrique                    |
| 47 Abd. | GTP     | 01  | Cadillac Racing                              | Sébastien Bourdais Scott Dixon Álex Palou Renger van der Zande             | Cadillac V-Series.R                     | 423   | Moteur                                 |
| 47 Abd. | GTP     | 01  | Cadillac Racing                              | Sébastien Bourdais Scott Dixon Álex Palou Renger van der Zande             | Cadillac LMC55R 5,5 L V8 Atmo           | 423   | Moteur                                 |
| 48 Abd. | GTD Pro | 14  | Vasser Sullivan                              | Ben Barnicoat Mike Conway Jack Hawksworth Kyle Kirkwood                    | Lexus RC F GT3                          | 397   | Surchauffe                             |
| 48 Abd. | GTD Pro | 14  | Vasser Sullivan                              | Ben Barnicoat Mike Conway Jack Hawksworth Kyle Kirkwood                    | Toyota 2UR-GSE 5,0 L V8 Atmo            | 397   | Surchauffe                             |
| 49 Abd. | GTD     | 66  | Gradient Racing                              | Tatiana Calderón Katherine Legge Stevan McAleer (en) Sheena Monk           | Acura NSX GT3 Evo22                     | 368   | Problème électrique                    |
| 49 Abd. | GTD     | 66  | Gradient Racing                              | Tatiana Calderón Katherine Legge Stevan McAleer (en) Sheena Monk           | Acura JNC1 3,5 L V6 Turbo               | 368   | Problème électrique                    |
| 50 Abd. | GTD     | 55  | Proton Competition                           | Ryan Hardwick Giammarco Levorato Corey Lewis Dennis Olsen                  | Ford Mustang GT3                        | 367   | Endommagement à la suite d'un contact  |
| 50 Abd. | GTD     | 55  | Proton Competition                           | Ryan Hardwick Giammarco Levorato Corey Lewis Dennis Olsen                  | Ford Coyote 5,4 L V8 Atmo               | 367   | Endommagement à la suite d'un contact  |
| 51 Abd. | GTD     | 13  | AWA                                          | Matthew Bell Orey Fidani Lars Kern Alex Lynn                               | Corvette Z06 GT3.R                      | 308   | Direction                              |
| 51 Abd. | GTD     | 13  | AWA                                          | Matthew Bell Orey Fidani Lars Kern Alex Lynn                               | Chevrolet LT6 5,5 L V8 Atmo             | 308   | Direction                              |
| 52 Abd. | GTD     | 27  | Heart of Racing Team                         | Roman De Angelis (en) Ian James Zacharie Robichon Marco Sørensen           | Aston Martin Vantage AMR GT3 Evo        | 303   | Problème électrique                    |
| 52 Abd. | GTD     | 27  | Heart of Racing Team                         | Roman De Angelis (en) Ian James Zacharie Robichon Marco Sørensen           | Aston Martin M177 4,0 L V8 Turbo        | 303   | Problème électrique                    |
| 53 Abd. | GTD     | 44  | Magnus Racing                                | Andy Lally John Potter Spencer Pumpelly Nicki Thiim                        | Aston Martin Vantage AMR GT3 Evo        | 294   | Endommagement à la suite d'un contact  |
| 53 Abd. | GTD     | 44  | Magnus Racing                                | Andy Lally John Potter Spencer Pumpelly Nicki Thiim                        | Aston Martin M177 4,0 L V8 Turbo        | 294   | Endommagement à la suite d'un contact  |
| 54 Abd. | GTD Pro | 60  | Iron Lynx                                    | Matteo Cairoli Matteo Cressoni Romain Grosjean Claudio Schiavoni           | Lamborghini Huracán GT3 Evo 2           | 293   | Boite de vitesses                      |
| 54 Abd. | GTD Pro | 60  | Iron Lynx                                    | Matteo Cairoli Matteo Cressoni Romain Grosjean Claudio Schiavoni           | Lamborghini DGF 5,2 L V10 Atmo          | 293   | Boite de vitesses                      |
| 55 Abd. | GTD Pro | 75  | SunEnergy1 Racing                            | Maro Engel Jules Gounon Kenny Habul Luca Stolz (en)                        | Mercedes-AMG GT3 Evo                    | 193   | Problème mécanique                     |
| 55 Abd. | GTD Pro | 75  | SunEnergy1 Racing                            | Maro Engel Jules Gounon Kenny Habul Luca Stolz (en)                        | Mercedes-Benz M159 6,2 L V8 Atmo        | 193   | Problème mécanique                     |
| 56 Abd. | LMP2    | 20  | MDK par High Class Racing                    | Dennis Andersen Laurents Hörr Scott Huffaker (en) Seth Lucas (en)          | Oreca 07                                | 185   | Endommagement à la suite d'un accident |
| 56 Abd. | LMP2    | 20  | MDK par High Class Racing                    | Dennis Andersen Laurents Hörr Scott Huffaker (en) Seth Lucas (en)          | Gibson GK428 4,2 L V8 Atmo              | 185   | Endommagement à la suite d'un accident |
| 57 Abd. | LMP2    | 22  | United Autosports USA                        | Paul di Resta Bijoy Garg (en) Dan Goldburg Felix Rosenqvist                | Oreca 07                                | 128   | Endommagement à la suite d'un accident |
| 57 Abd. | LMP2    | 22  | United Autosports USA                        | Paul di Resta Bijoy Garg (en) Dan Goldburg Felix Rosenqvist                | Gibson GK428 4,2 L V8 Atmo              | 128   | Endommagement à la suite d'un accident |
| 58 Abd. | LMP2    | 88  | Richard Mille AF Corse                       | Nicklas Nielsen Luis Pérez Companc Matthieu Vaxivière Lilou Wadoux         | Oreca 07                                | 107   | Problème mécanique                     |
| 58 Abd. | LMP2    | 88  | Richard Mille AF Corse                       | Nicklas Nielsen Luis Pérez Companc Matthieu Vaxivière Lilou Wadoux         | Gibson GK428 4,2 L V8 Atmo              | 107   | Problème mécanique                     |
| 59 Abd. | LMP2    | 11  | TDS Racing                                   | Mikkel Jensen Hunter McElrea (en) Charles Milesi Steven Thomas             | Oreca 07                                | 58    | Accident                               |
| 59 Abd. | LMP2    | 11  | TDS Racing                                   | Mikkel Jensen Hunter McElrea (en) Charles Milesi Steven Thomas             | Gibson GK428 4,2 L V8 Atmo              | 58    | Accident                               |

## Pole position et record du tour
- Pole position :  Pipo Derani (#31 Whelen Cadillac Racing) en 1 min 32 s 656
- Meilleur tour en course :  Tom Blomqvist (#31 Whelen Cadillac Racing) en 1 min 35. s 554

## Tours en tête
- no 31 Cadillac V-Series.R - Whelen Cadillac Racing :  283 tours (1-18 / 92-93 / 124-134 / 152-160 / 184-185 / 224-241 / 244-262 / 265-272 / 274-294 / 323-324 / 362-389 / 408-414 / 437-448 / 465̈-477 / 492-506 / 508-551 / 554-580 / 586-593 / 749-767)[36]
- no 10 Acura ARX-06 - Wayne Taylor Racing avec Andretti :  14 tours (19-32)
- no 01 Cadillac V-Series.R - Cadillac Racing :  80 tours (33-52 / 54-62 / 86-91 / 95-123 / 135-149 / 273)
- no 25 BMW M Hybrid V8 - BMW M Team RLL :  19 tours (53 / 210-211 / 421-436)
- no 40 Acura ARX-06 - Wayne Taylor Racing avec Andretti :  23 tours (63-85)
- no 24 BMW M Hybrid V8 - BMW M Team RLL :  5 tours (94 / 150-151 / 263-264)
- no 7 Porsche 963 - Porsche Penske Motorsport :  309 tours (161-183 / 186-209 / 212-223 / 299-322 / 325-361 / 415-416 / 449-450 / 478 / 507 / 552-553 / 581-582 / 594-748 / 768-791)
- no 6 Porsche 963 - Porsche Penske Motorsport :  58 tours (242-243 / 295-298 / 390-407 / 417-420 / 451-464 / 479-491 / 583-585)

## À noter
- Longueur du circuit : 3,56 miles (5,728 km)
- Distance parcourue par les vainqueurs : 2 815,96 miles (4 530,848 km)